# Gandharva
Los gandharvas son un tipo de deidades en la mitología budista e hinduista. Son músicos  de los planetas celestiales superiores

## En el hinduismo
En el hinduismo, los gandharvas (en letra devánagari: गंधर्व, gandharva) son espíritus de naturaleza masculina, maridos de las apsarás.
Algunos son parte animal, normalmente un pájaro o un caballo.
Tienen un talento musical extraordinario y guardan el embriagante jugo de la planta soma y componen bonitas obras musicales para los dioses en sus palacios.
En el siglo XIX se propuso alguna relación entre estos y los centauros de la mitología griega, pero ha tenido oposición por parte de estudiosos indios.
En el hinduismo, los gandharvas actúan como mensajeros entre dioses y humanos.
En la ley hindú, un matrimonio gandharva es uno de los tipos de matrimonio entre humanos, que se contrae por mutuo consenso (sin arreglo económico previo entre los padres) y sin formalizar (sin casarse mediante la complicada ceremonia de matrimonio hindú).

## En el budismo
Un gandhabba (en idioma pali) o gandharva (en sánscrito) es uno de los devas de más bajo rango en la mitología budista.
Los seres renacen entre los gandharvas como consecuencia de haber practicado la forma de ética más básica (según el Janavasabha-sutta, DN 18).
Entre los monjes se consideraba una vergüenza el nacer en una forma inferior a la de gandharva.
Los gandharvas pueden volar por el aire y son conocidos por su habilidad como músicos.
Están conectados con los árboles y las flores, y se describen como habitantes de la esencia de la corteza, la savia, y las flores.
Están entre los seres de la naturaleza que pudieran perturbar a un monje que medita solo.
Los términos gandharva y iakṣa son a veces usados para referirse a un mismo ser.
En estos casos, iaksha es el término más general, pues incluye también a una variedad de deidades inferiores.
Entre los gandharvas más notables se menciona a:
- Panāda
- Opamañña
- Naḷa
- Cittasena
- Rājā.
- Janesabha (o probablemente Janava Sabha)
- un renacimiento del rey Bimbisāra (de Magadha).
- Mātali el Gandharva es quien maneja el carruaje de Śakra.

Timbarū fue un líder de los gandharvas.
Existe una historia romántica acerca del amor entre su hija Bhaddā Suriyavaccasā (en sánscrito Bhadrā Sūrya Vachasā) y otro gandharva, Pañcha Shikha (en sistema IAST Pañcaśikha).
Pañcha Shikha se enamoró de Suríia Vachasā cuando la vio bailar ante Śakra, pero, en ese momento, ella estaba enamorada de Sikhandī (o Sikhaddi), hijo de Mātali.
Pañcha Sikha fue a la casa de Timbarū y tocó una melodía con su laúd de madera, y cantó una canción de amor en la que se intercalaron temas acerca de Buda Gautama y sus Arhats.
Después, Śakra prevalecería sobre Pañcha Sikha para interceder ante Buddha para que Śakra pueda tener una audiencia con él.
Como recompensa por los servicios de Pañcha Sikha, Śakra fue capaz de conseguir que Suriya Vachasā, complacida con la habilidad y devoción de Pañcha Sikha, accediera a casarse con él.
Pañcha Sikha también actúa como mensajero de los Cuatro Reyes Celestiales, transmitiendo noticias de ellos a Mātali, este último en representación de Śakra y los devas Trāyastriṃśa.

## Otros usos
Gandharva se utiliza también en un sentido totalmente diferente para referirse a un ser (o, estrictamente hablando, a una parte de la continuidad causal de la conciencia) en un estado entre el nacimiento y la muerte.[cita requerida]